# Leptochiton scabridus
Leptochiton scabridus är en blötdjursart som först beskrevs av John Gwyn Jeffreys 1880.  Leptochiton scabridus ingår i släktet Leptochiton och familjen Leptochitonidae. Inga underarter finns listade i Catalogue of Life.